# New Berlin (Texas)
New Berlin  è un comune degli Stati Uniti d'America, della Contea di Guadalupe, nello Stato del Texas.
Venne fondata da coloni tedeschi nel 1868.
Prende il nome da un luogo familiare per gli immigrati: Berlino. Carl August Edward "Ed" Tewes è considerato come il padre fondatore del paese.
La popolazione era di 511 persone al censimento del 2010.